# Hishig-Öndör
Hishig-Öndör (mongoliska: Хишиг-Өндөр Сум, Хишиг-Өндөр) är ett distrikt i Mongoliet.   Det ligger i provinsen Bulgan, i den centrala delen av landet, 260 km väster om huvudstaden Ulaanbaatar.